# Маас, Хайко
Хайко Йозеф Маас (нем. Heiko Josef Maas; род. 19 сентября 1966, Зарлуи) — немецкий политический и государственный деятель. Член Социал-демократической партии (СДПГ). В прошлом — министр иностранных дел Германии в четвёртом правительстве Ангелы Меркель (2018—2021), министр юстиции и защиты потребителей Германии (2013—2018), министр экономики, труда, энергетики и транспорта федеральной земли Саар (2012—2013). С 2000 года по 2018 год — лидер фракции СДПГ в ландтаге Саара.

## Биография
Хайко Маас изучал право в Саарском университете с 1989 года по 1993 год.
Вступив в  1989 году в СДПГ, уже в 1992 году стал председателем молодежного крыла партии в Саарской земле. Избирался депутатом ландтага Саара с 1996 года.
В 2000 году Маас возглавил социал-демократов в Сааре, а с 2001 года является членом федерального правления партии.
Министр окружающей среды, энергетики и транспорта Саара (1998—1999); заместитель премьер-министра земли Саар — министр экономики, труда, энергетики и транспорта (2012—2013).
2013 — 2018 годы — федеральный министр юстиции и защиты прав потребителей
С 14 марта 2018 года по 8 декабря 2021 года — министр иностранных дел Германии.
В 2020 году совместно с сопредседателем российско-немецкой комиссии историков Андреасом Виршингом опубликовал в журнале «Шпигель» статью к 75-летию окончания Второй мировой войны, в которой вина за развязывание войны возложена только на Германию.
Двое детей, болельщик футбольного клуба «Гамбург».

## Награды
- Орден Трёх звёзд 2-й степени (Латвия, 19 февраля 2019)[10]